# Igor Matovič
Igor Matovič (Trnava, 11 de maio de 1973) é um político eslovaco, primeiro-ministro do país de 2020 a 2021 e membro do Conselho Nacional, estudou na Universidade Comenius e ingressou no ramo editorial negócios. Ele é fundador e atual líder do bloco partidário Obyčajní Ľudia (Pessoas Comuns), tendo vencido sua primeira eleição em 2010 no partido Solidariedade e Liberdade.
Em 21 de março de 2020, com a vitória do partido de Matovič na eleição nacional, ele  tornou-se o primeiro-ministro da Eslováquia, sucedendo Peter Pellegrini. Sua campanha anticorrupção foi marcada por "acrobacias publicitárias para iluminar a suposta corrupção", concentrando-se particularmente nos privilégios e subornos parlamentares.